# Fets del ¡Cu-Cut!

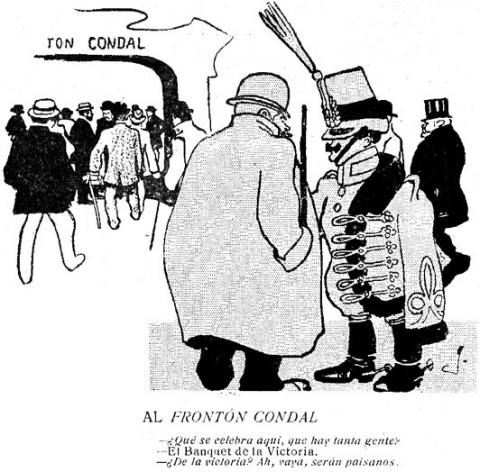
Acudit de Junceda que acabaria desencadenant els "Fets del ¡Cu-Cut!"

Els Fets del ¡Cu-Cut!, també coneguts com La Cuartelada, van esdevenir a Barcelona el 25 de novembre de 1905, quan militars espanyols van assaltar i destrossar les redaccions del setmanari satíric ¡Cu-Cut! i del diari La Veu de Catalunya.

## Antecedents
Els militars espanyols havien estat un dels blancs preferits de la revista, atès que l'exèrcit havia esdevingut una institució anacrònica i inoperant que a Barcelona representava el braç executor d'un govern centralista i repressiu. El general Weyler i el paper dels militars espanyols a la recent desfeta de Cuba eren tema recurrent dels humoristes.
Després d'un multitudinari àpat de celebració de la Lliga Regionalista al Frontón Condal de Barcelona amb motiu de la victòria a les eleccions municipals, gran part dels assistents sortiren cantant l'himne Els Segadors i, tot passant per davant un local lerrouxista, alguns manifestats foren ferits de trets.
El setmanari ¡Cu-Cut! publicà un acudit de Joan Garcia Junceda en què, partint del títol de l'àpat, Banquet de la Victòria, ridiculitzava les derrotes dels militars espanyols. Aleshores, uns 300 oficials de la guarnició de Barcelona destrossaren i calaren foc a la redacció del setmanari ¡Cu-cut!, a la impremta-llibreria Bagunyà del carrer Avinyó on s'editava també el setmanari En Patufet, i a la redacció del diari La Veu de Catalunya.

## Reacció
Després de l'assalt dels militars, el Govern va suspendre'n la publicació. El següent exemplar, el número 205, no va sortir fins al 28 d'abril de l'any següent. Durant aquest temps, l'editor va intentar continuar amb la mateixa revista amb un nom diferent. L'editor Josep Baguñà va aprofitar la revista Garba d'art i literatura on col·laboraven Maragall, Víctor Català o Josep Pijoan entre d'altres i, al seu número 11, la revista va canviar de format amb una capçalera redibuixada per Cornet i amb unes seccions i contingut pràcticament calcades del Cu-cut!. L'estratagema no va passar desapercebut al governador civil de Barcelona que va suspendre immediatament aquesta revista.
Mentre a Catalunya la reacció va provocar la creació de la Solidaritat Catalana, a Espanya el vandalisme dels oficials espanyols va provocar un moviment d'adhesió als assaltants. El govern de Montero Ríos, davant la crisi provocada per l'incident, va adoptar la decisió de castigar els militars. L'oposició del Cap d'Estat, Alfons XIII, a aquesta mesura va motivar la seva dimissió, i pujà Segismundo Moret qui suspengué les garanties constitucionals a Barcelona i, amb el seu ministre de Governació Alvaro de Figueroa y Torres (Comte de Romanones), impulsà la Llei de Jurisdiccions que afavoria els militars.

## El catalanisme i l'exèrcit espanyol
Les relacions entre l'exèrcit espanyol i el catalanisme eren dolentes. Durant el mes de maig d'aquell any, el periòdic independentista La Tralla havia publicat un número extraordinari dedicat a commemorar la independència de Cuba, pel qual foren processats el director, Josep Maria Folch i Torres, i tres redactors.
Més enllà d'una reacció irada puntual, cal veure aquests incidents com la reaparició del militarisme en la vida política espanyola. Els 'fets del ¡Cu-Cut!' certifiquen la reaparició dels militars com a grup de pressió en la vida política, en aquesta ocasió contra el que consideraven un perill separatista, excessivament tolerat pels governs, segons bona part de l'oficialitat.